# Tawaramoto (Nara)
Tawaramoto (田原本町 Tawaramoto-chō?) es un municipio localizado en la prefectura de Nara, Japón. Tiene una población estimada, a fines de abril de 2023, de 31 605 habitantes.

## Geografía

### Localidades circundantes
- Prefectura de Nara
  - Tenri
  - Sakurai
  - Kashihara
  - Miyake
  - Kōryō

## Demografía
Según datos del censo japonés, la población de Tawaramoto se ha mantenido estable en los últimos años.
| Año del censo | Población |
| ------------- | --------- |
| 1995          | 32.837    |
| 2000          | 32.934    |
| 2005          | 33.029    |
| 2010          | 32.121    |
| 2015          | 31.691    |
| 2023 (est.)   | 31.605    |